# Цунода, Нацуми
Нацуми Цунода (яп. 角田夏実; род. 6 августа 1992) — японская дзюдоистка, Олимпийская чемпионка 2024 года, трёхкратная чемпионка мира, двукратная чемпионка Азиатских игр.

## Биография
В 2017 году японская дзюдоистка Нацуми Цунода стала серебряным призёром чемпионата мира в весовой категории до 52 кг, который проходил в Венгрии в Будапеште. В финале она уступила своей соотечественнице Аи Сисимэ.
На Азиатских играх 2018 года, которые состоялись в Индонезии в Джакарте, в весовой категории до 52 кг, Нацуми стала чемпионкой, победив в финале соревнований спортсменку из Южной Кореи.
На чемпионате мира 2021 года, который проходил в Венгрии в Будапеште, в июне, Нацуми завоевала золотую медаль и титул чемпионки мира в весовой категории до 48 кг, победив в финале свою соотечественницу Вакану Кога.
В мае 2023 года, в столице Катаре, на чемпионате мира, японская дзюдоистка в весовой категории до 48 кг стал чемпионкой, в финале победив французскую спортсменку Ширин Букли.
На летних Олимпийских играх 2024 года в Париже Нацуми завоевала золотую медаль, одолев в финале монгольскую спортсменку Бавуудоржийн Баасанхуу.